# Lokasenna
La Lokasenna és un dels poemes mitològics de l'Edda poètica. Aquest poema consisteix en un intercanvi d'ofenses entre els déus i Loki durant una festa organitzada per Ægir.

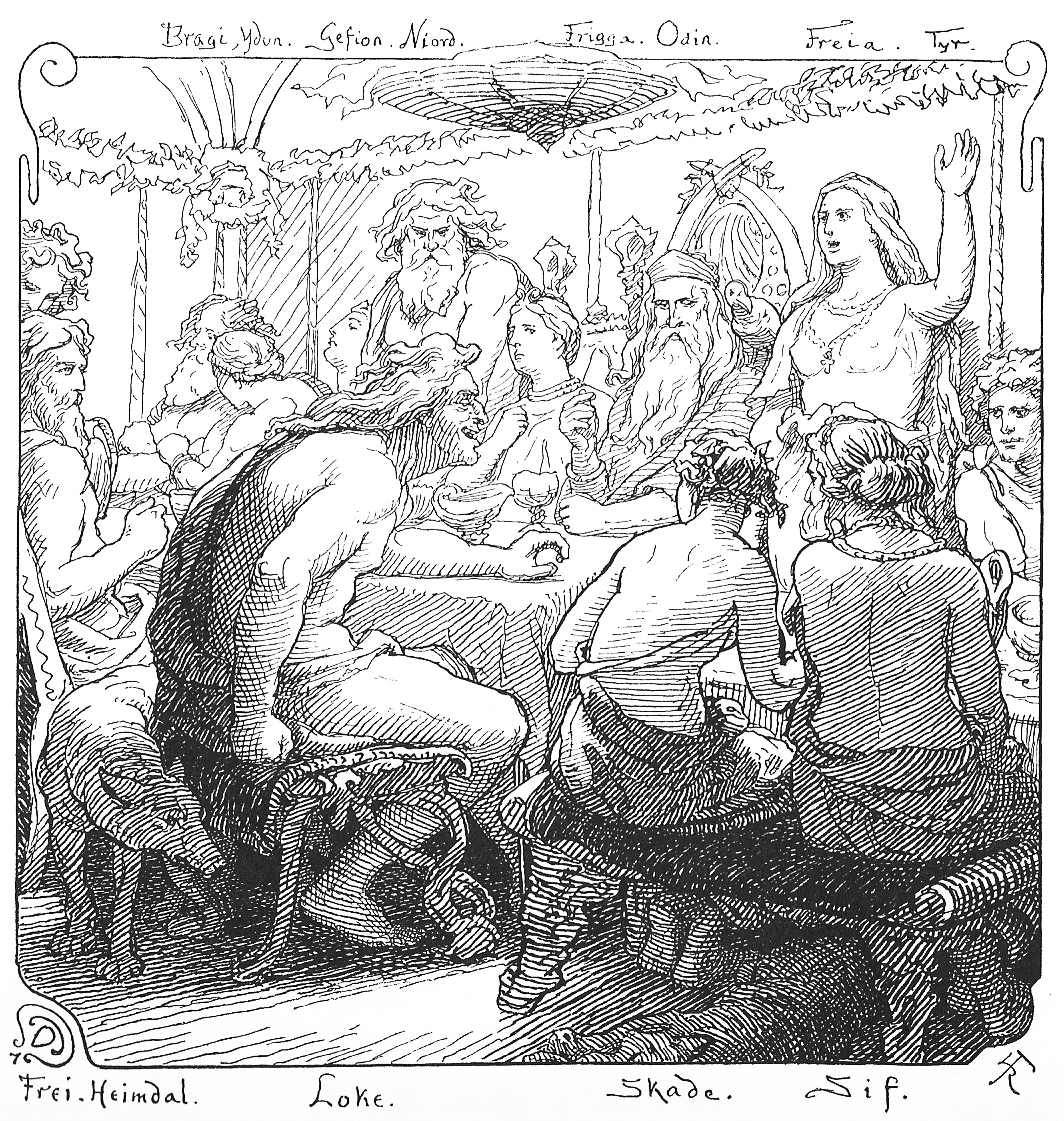
Lokasenna de Lorenz Frølich

La Lokasenna està molt vinculada a la mort de Bàlder, preparada per Loki i el seu incert càstig. En el poema es posen de manifest tant les actituds perspicaces, malicioses i traïdorenques perpetrades per Loki com els inevitables defectes de cadascun dels déus amb els quals Loki s'està discutint, fent gala en l'acte d'una gran eloqüència.
Entre altres moltes acusacions, Loki denúncia les conductes sexuals impròpies dels déus mitjançant la pràctica de màgia (seid) i els seus prejudicis. Malgrat no ser aquestes acusacions greus, ens última instància són les causants del Ragnarök, descrit al poema Völuspá.
No obstant, no totes les acusacions que manifesta Loki en aquest poema eren acceptades com a verídiques per la tradició popular, tal com especifica Lee M. Hollander a la seva introducció al poema. Malgrat tot, la Lokasenna ens proporciona una ingent quantitat d'informació secundària sobre les divinitats nòrdiques.

## Sinopsi
El poema té lloc durant un banquet preparat pel déu del mar Ægir, al qual hi van assistir en Bragi i la seva esposa Iðunn, Njörðr i la seva muller Skaði, Freyr, Freia, i Vidar, el fill d'Odín. Týr, que en aquell moment ja havia perdut la mà després d'encadenar a en Fenrir. Thor no va assistir, i en lloc seu hi va anar la seva muller Sif, així com molts d'altres déus i elfs.
Els dos criats d'Ægir, Fimafeng i Eldir, van ser els encarregats de rebre els déus, elogiant-los. Loki, rabiós i envejós del tracte que rebien els altres déus, va matar Fimafeng, causant que l'expulsaren de la festa. Malgrat tot, va retornar a la festa, trobant-se amb Eldir i obligant-lo a explicar-li sobre què departien els déus, a la qual cosa el servent va respondre que els déus parlaven de les seves armes i poders i que el consideraven una persona non grata.
Després d'amenaçar i insultar a Eldir, Loki entra a la sala on la resta dels Æsir estaven prenent cervesa, exigint que li donin un lloc a taula i beguda. Bragi argumenta que no és ben rebut, però Loki al·lega que té dret a ser acollit per les normes d'hospitalitat basant-se en un antic jurament fet per Odin, el qual insta al seu fill Vidar a fer un lloc a Loki.
Un cop servit, Loki proposa un brindis per tots els presents, excloent intencionadament a Bragi, el qual li ofereix un cavall, una espasa i un anell per aplacar-lo, però Loki sols busca disputa i ataca a Bragi, acusant-lo de covard. Bragi al·lega que és irrespectuós lluitar a casa d'un amfitrió, però Loki l'ataca de nou.
Iðunn refrena a Loki per evitar més discussions, però Loki l'ataca i l'acusa de meuca. Tot seguit intervé Gefjon, qui també rep les bravates del déu trampós. El senyor dels déus, Odin, intenta posar fi a la baralla, com també fan Njord, Freyr, Freia, Tyr entre d'altres, els quals també són injuriats per Loki.
Finalment Thor apareix al banquet i no permet que ningú l'apaivagui. Després d'un àcid intercanvi d'insults alternats amb les amenaces de Thor d'emprar el seu martell fins en quatre ocasions, Loki es retira de la festa, puig reconeix que sols les amenaces de Thor són les que tem.
El poema acaba amb un fragment escrit en prosa on es narra com Loki va ser encadenat pels déus. Les entranyes del seu fill Nari, mort pel seu germà Narvi, a qui havien convertit en llop, serveixen per vinclar Loki a una gran roca. Skadi diposita sobre el seu cap una serp verinosa que goteja el seu verí fent-lo retorçar de dolor. Sigyn, la dona de Loki, roman al seu costat recollint el verí en una copa, però cada cop que es retira per buidar-la, aquest cau sobre el rostre de Loki, que s'estremeix fins a sacsejar la terra.
Loki va ser encadenat per haver causat l'assassinat de Baldr, però aquest fet no s'esmenta directament a la Lokasenna, sinó a l'Edda prosaica de Snorri.